# السبع (الشاهل)

تعديل مصدري - تعديل

السبع هي إحدى قرى عزلة مديخة بمديرية الشاهل التابعة لمحافظة حجة، بلغ تعداد سكانها 226 نسمة حسب تعداد اليمن لعام 2004.